# Rosalba Villa
Rosalba Villa (Sampierdarena, 18 giugno 1921 – ...) è stata una cestista italiana.
Ha giocato un'amichevole con la Nazionale.

## Statistiche

### Cronologia presenze e punti in Nazionale
| Cronologia completa delle presenze e dei punti in Nazionale - Italia | Cronologia completa delle presenze e dei punti in Nazionale - Italia | Cronologia completa delle presenze e dei punti in Nazionale - Italia | Cronologia completa delle presenze e dei punti in Nazionale - Italia | Cronologia completa delle presenze e dei punti in Nazionale - Italia | Cronologia completa delle presenze e dei punti in Nazionale - Italia | Cronologia completa delle presenze e dei punti in Nazionale - Italia | Cronologia completa delle presenze e dei punti in Nazionale - Italia |
| Data                                                                 | Città                                                                | In casa                                                              | Risultato                                                            | Ospiti                                                               | Competizione                                                         | Punti                                                                | Note                                                                 |
| -------------------------------------------------------------------- | -------------------------------------------------------------------- | -------------------------------------------------------------------- | -------------------------------------------------------------------- | -------------------------------------------------------------------- | -------------------------------------------------------------------- | -------------------------------------------------------------------- | -------------------------------------------------------------------- |
| 02/08/1942                                                           | Genova                                                               | Italia                                                               | 27 - 18                                                              | Ungheria                                                             | Amichevole                                                           | 2                                                                    | [ 1 ]                                                                |
| Totale                                                               |                                                                      | Presenze                                                             | 1                                                                    |                                                                      | Punti                                                                | 2                                                                    |                                                                      |